# Lithobius trebinjanus
Lithobius trebinjanus är en mångfotingart som beskrevs av Karl Wilhelm Verhoeff 1900. Lithobius trebinjanus ingår i släktet Lithobius och familjen stenkrypare.
Artens utbredningsområde är:
- Österrike.
- Bosnien.
- Makedonien.

Inga underarter finns listade i Catalogue of Life.